# Vesela jesen 1982
XVI. Vesela jesen je potekala 11. in 12. septembra 1982 v mariborski Unionski dvorani v organizaciji Društva glasbenih delavcev Harmonija. Prireditev je vodila Metka Šišernik-Volčič. Prvi večer je bil tekmovalni, drugi pa je bil namenjen retrospektivnemu koncertu uspešnic preteklih let ob »20-letnici« festivala. Orkestru je dirigiral Edvard Holnthaner.

## Tekmovalne skladbe
| #   | Naslov pesmi                       | Izvajalec                    | Avtor glasbe   | Avtor besedila   | Avtor aranžmaja    | Nagrade                |
| --- | ---------------------------------- | ---------------------------- | -------------- | ---------------- | ------------------ | ---------------------- |
| 1.  | Na razpoutji sreče                 | Branko Robinšak              | Geno Tinev     | Geno Tinev       | Jani Golob         | 2. nagrada za besedilo |
| 2.  | Direndaj                           | Franci Pirš                  | Berti Rodošek  | Berti Rodošek    | Berti Rodošek      |                        |
| 3.  | Kosci                              | Alenka Kranjc & Rudi Miložič | Emil Glavnik   | Manko Golar      | Bojan Adamič       | 1. nagrada za besedilo |
| 4.  | Prleška bratva                     | Neva Švajncger & Rudi Šantl  | Emil Glavnik   | Manko Golar      | Bojan Adamič       | nagrada za aranžma     |
| 5.  | Ezl'ek                             | Ivo Mojzer (in Pepel in kri) | Tadej Hrušovar | Ivo Štrakl       | Jože Privšek       | 2. nagrada občinstva   |
| 6.  | Mamka s trga                       | Rudi Miložič                 | Dezider Cener  | Zorica Fingušt   | Slavko Avsenik ml. | 3. nagrada za besedilo |
| 7.  | Totek s pesom                      | Karli Arhar                  | Jože Kreže     | Miroslav Slana   | Jani Golob         |                        |
| 8.  | Kak bi na našem sveiti lejpo bilau | Nada Despotovič              | Geza Karlatec  | Geno Tinev       | Slavko Avsenik ml. | nagrada za debitanta   |
| 9.  | Le gnar, ta gnar                   | Zorica Fingušt               | Zorica Fingušt | Zorica Fingušt   | Edvard Holnthaner  |                        |
| 10. | Cajt ženitve                       | Marijan Smode                | Marijan Smode  | Marijan Smode    | Marijan Smode      | 3. nagrada občinstva   |
| 11. | Hanika                             | Rudi Šantl                   | Ivo Mojzer     | Miljutin Turnšek | Milan Ferleš       |                        |
| 12. | Bougo, al gre pa lie               | Renata Brumec                | Renata Brumec  | Renata Brumec    | Silvo Štingl       | zlati klopotec         |
| 13. | Ne dan te                          | Karolina Fras & Maraton      | Mladen Putarek | Karolina Fras    | Mladen Putarek     |                        |
| 14. | Hej, kaj si reka že                | Tatjana Dremelj              | Mladen Putarek | Karolina Fras    | Milan Ferleš       |                        |
| 15. | Lükar v disko klubi                | Tornado                      | Edvin Fliser   | Miroslav Slana   | Edvard Holnthaner  |                        |
| 16. | Štajerc v Dravo pade               | Alfi Nipič & Vinko Šimek     | Boris Rošker   | Vinko Šimek      | Jože Privšek       | 1. nagrada občinstva   |

1. ↑  Nagrada strokovne žirije.